# Parabolikus koordináta-rendszer

A parabolikus koordináta-rendszer koordinátavonalai

A parabolikus koordináta-rendszer egy kétdimenziós ortogonális koordináta-rendszer, melynek koordinátavonalai közös fókuszú parabolák. Háromdimenziós általánosításai a parabolikus hengerkoordináta-rendszer és a paraboloid koordináta-rendszer. 
A parabolikus koordináta-rendszernek több alkalmazása is van, például a Stark-hatás kezelése és az élek potenciálelmélete.

## Definíció
A {\displaystyle (\sigma ,\tau )} parabolikus koordinátákról a következőképpen lehet Descartes-koordinátákra áttérni:
{\displaystyle x=\sigma \tau }
{\displaystyle y={\frac {1}{2}}\left(\tau ^{2}-\sigma ^{2}\right)}
A konstans {\displaystyle \sigma }-hoz tartozó koordinátavonalak felfelé nyitott parabolák:
{\displaystyle 2y={\frac {x^{2}}{\sigma ^{2}}}-\sigma ^{2}}
és a konstans {\displaystyle \tau }-hoz tartozó koordinátavonalak szintén parabolák, de ezek lefelé nyitottak:
{\displaystyle 2y=-{\frac {x^{2}}{\tau ^{2}}}+\tau ^{2}}
Az összes koordinátavonal gyújtópontja az origóban van.

## Skálázási tényezők
A {\displaystyle (\sigma ,\tau )} koordináták skálázási tényezői:
{\displaystyle h_{\sigma }=h_{\tau }={\sqrt {\sigma ^{2}+\tau ^{2}}}}
így az infinitezimális területelem:
{\displaystyle dA=\left(\sigma ^{2}+\tau ^{2}\right)d\sigma d\tau }
és a Laplace-operátor:
{\displaystyle \nabla ^{2}\Phi ={\frac {1}{\sigma ^{2}+\tau ^{2}}}\left({\frac {\partial ^{2}\Phi }{\partial \sigma ^{2}}}+{\frac {\partial ^{2}\Phi }{\partial \tau ^{2}}}\right)}
A további differenciáloperátorok, mint {\displaystyle \nabla \cdot \mathbf {F} } és {\displaystyle \nabla \times \mathbf {F} } kifejezhetők a  {\displaystyle (\sigma ,\tau )} koordinátákkal úgy, hogy behelyettesítjük a skálázási tényezőket az ortogonális koordináta-rendszerek általános képleteibe.

## Fordítás
Ez a szócikk részben vagy egészben  a   Parabolic coordinates című angol Wikipédia-szócikk fordításán alapul.  Az eredeti cikk szerkesztőit annak laptörténete sorolja fel. Ez a jelzés csupán a megfogalmazás eredetét és a szerzői jogokat jelzi, nem szolgál a cikkben szereplő információk forrásmegjelöléseként.